# یان پالاخ
یان پالاخ (به چکی: Jan Palach) ‏ (۱۱ اوت ۱۹۴۸ – ۱۹ ژانویه ۱۹۶۹) دانشجوی تاریخ و اقتصاد سیاسی دانشگاه کارلف چک بود که در حرکتی اعتراضی از طریق خودسوزی، خودکشی کرد. این حرکت نمادین او را در حوادثی که منجر به افتادن پرده آهنین شد، کلیدی خوانده‌اند.

## مرگ
در اوت ۱۹۶۸، شوروی به چکسلواکی حمله کرد تا اصلاحات آزادیبخش دولت الکساندر دوبچک در طول آنچه بهار پراگ خوانده شد را در هم شکند. گروهی از دانشجویان چک شامل پالاخ در یک پیمان خودکشی تلاش کردند در اعتراض به این حمله خود را قربانی کنند. پالاخ نخستین کسی بود که در ۱۶ ژانویه ۱۹۶۹ در میدان ونتسل (واتسلاوسکه) پراگ خود را به آتش کشید.
به گفته یاروسلاوا موسرووا، متخصص سوختگی که اولین فردی بود که در بیمارستان دانشگاه کارلف از پالاخ مراقبت کرد، او در اعتراض به اشغال کشورش توسط شوروی خودسوزی نکرد، بلکه این حرکت در اعتراض به بی‌تفاوتی شهروندان چکسلواکی ناشی از اشغال بود.
«زیاد دراعتراض به اشغال توسطِ شوروی نبود، بیشتر به خاطر جو بی‌روحیگی و بی‌تفاوتی بود. مردم نه تنها ناامید شده بودند، بلکه تسلیم شده بودند. او می‌خواست به جو بی‌روحیگی پایان دهد. من فکر می‌کنم مردمی که در خیابان بودند، جمعیتی خاموش و غمزده با چهره‌های عبوس که با یک نگاه به چهره‌هایشان می‌شد فهمید که همگی درک می‌کردند، همه آدم حسابی‌ها می‌خواستند کاری کنند.»
با دیدن شدت درد و رنج پالاخ در بستر مرگ که به صورت گسترده‌ای منتشر شد، بیشتر دانشجوهای دیگر به عهد خود وفا نکردند.
مراسم تشییع پالاخ تبدیل به اعتراضی بزرگ علیه اشغال شد و یک ماه بعد در ۲۵ فوریه ۱۹۶۹ دانشجوی دیگری به نام یان زاییتس نیز در همان مکان خودسوزی کرد و درگذشت. در آوریل همان سال اوژن پلوتسک نیز در ییهلاوا راه او را دنبال کرد.

## بزرگداشت پس از مرگ
پالاخ ابتدا در گورستان اولشانی به خاک سپرده شد. اما، از آن جا که گور او در حال تبدیل شدن به یک زیارتگاه ملی بود، پلیس مخفی چک هر گونه یادمانی از پالاخ را از بین برد و گور او را در شب ۲۵ اکتبر ۱۹۷۳ نبش کرد. پیکر او را پس از سوزاندن به مادرش که در شهر وشِتاتی زادگاه پالاخ می‌زیست، فرستادند و یک پیرزن ناشناس از یک خانه سالمندان را در گورش گذاشتند. مادر پالاخ تا سال ۱۹۷۴ اجازه نیافت که جعبه حاوی خاکستر فرزندش را در گورستان محلی قرار دهد. بالاخره در ۲۵ اکتبر ۱۹۹۰ این جعبه رسماً به محل اولیه در پراگ بازگردانده شد.

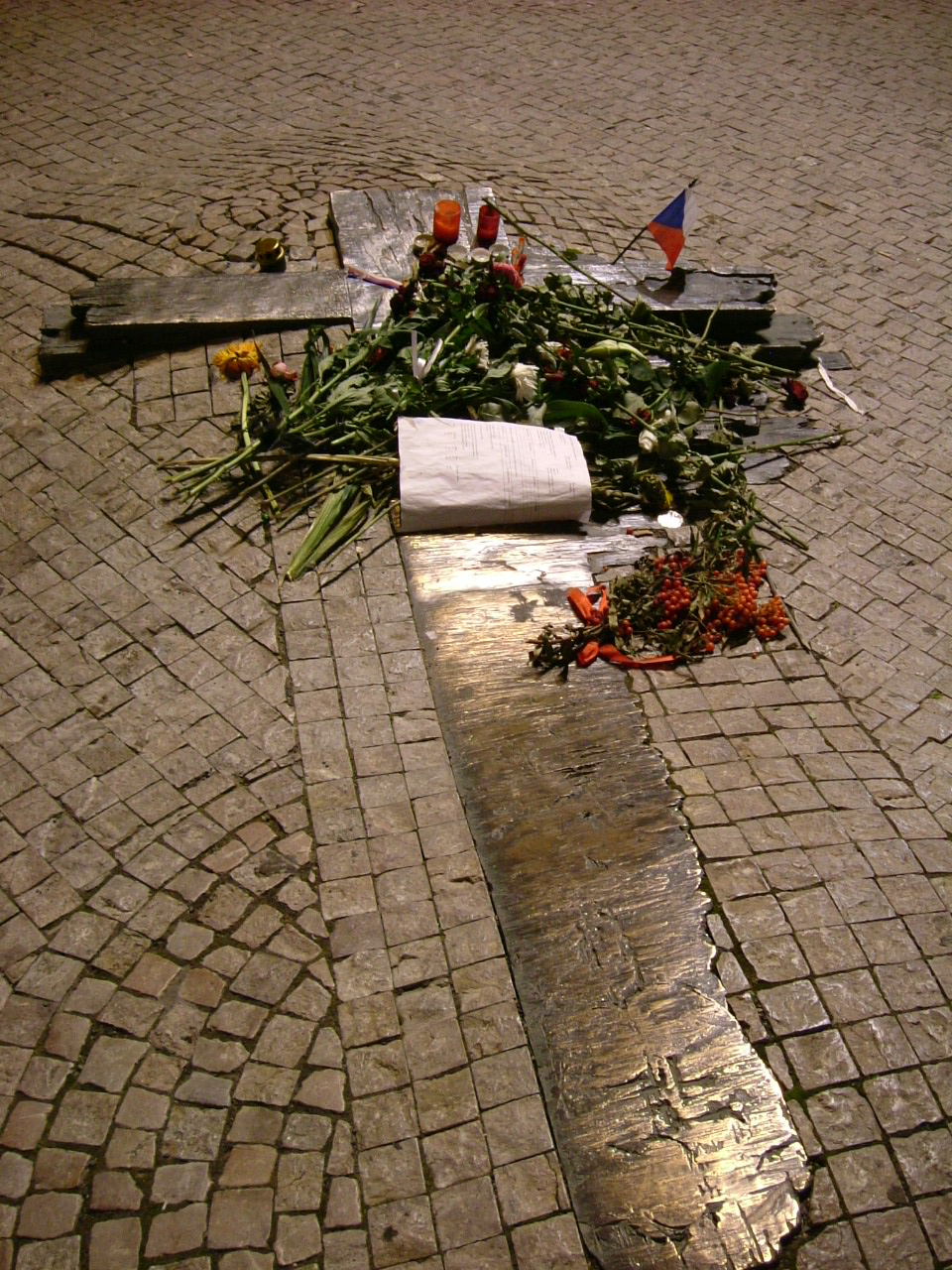
صلیب برنزی، یادبود پالاخ و یان زاییتس در میدان واتسلاوسکه.

در بیستمین سالمرگ پالاخ، اعتراضاتی که ظاهراً برای یادبود او برگزار شده بود، اما در واقع به قصد انتقاد از رژیم بود، تبدیل به چیزی شد که بعداً «هفته پالاخ» خوانده شد. مجموعه تظاهرات ضدکومونیستی که از ۱۵ تا ۲۱ ژانویه ۱۹۸۹ در پراگ برگزار شد، توسط پلیس سرکوب شد. پلیس با شلنگهای آب به تظاهرکنندگان و عابران حمله کرد. هفته پالاخ به عنوانِ یکی از حرکتهای اعتراضی شناخته شده‌است که پیش‌درآمد سقوط کمونیسم در چکوسلواکی در ۱۱ ماه بعد بود.
پس از انقلاب مخملی، یک صلیب برنزی برای یادبود پالاخ و یان زاییتس درست در محل مرگ او جلوی موزه ملی قرار داده و میدانی نیز به نام او خوانده شد. فضانورد چکی لوبوش کوهوتک که سال بعد از آن چکوسلواکی را ترک کرده بود، سیارکی را که در ۲۲ اوت ۱۹۶۹ کشف شده بود به نام او پالاخ ۱۸۳۴ خواند. در شهرهای مختلف اروپا یادبودهای متعددی برای بزرگداشت پالاخ ساخته شده‌است که یکی از آنها بنای کوچکی درون تونل یخچالی در زیرِ یونگفراویوخ در سوئیس است.
چند خودسوزی پس از پالاخ نیز ممکن است متأثر از حرکت او و بازتاب رسانه‌ای آن رخ داده باشد. در بهار ۲۰۰۳ شش جوان چکی از طریق خودسوزی خودکشی کردند. یکی از مشهورترین آنها زدنیک آدامتس، دانشجوی ۱۹ ساله بود که در ۶ مارس ۲۰۰۳ در مقابل موزه ملی و در همان مکانی که که پالاخ خودسوزی کرده بود، خود را سوزاند و یادداشتی از خود باقی گذاشت که در آن مشخصا به پالاخ و بقیه افرادی که در بهار پراگ در ۱۹۶۹ خودکشی کرده بودند، اشاره کرده بود.

در فاصله اندکی از محل خودسوزی پالاخ تندیسی در میدان قدیمی پراگ برای بزرگداشت متفکر دینی مشهور بوهم، یان هوس ساخته شده‌است که در سال ۱۴۱۵ به دلیل عقایدش سوزانده شد. او قرنها به عنوان قهرمان ملی شناخته شده بود و برخی خودسوزی پالاخ را به کشته شدن هوس پیوند داده‌اند.

## ارجاعات فرهنگی

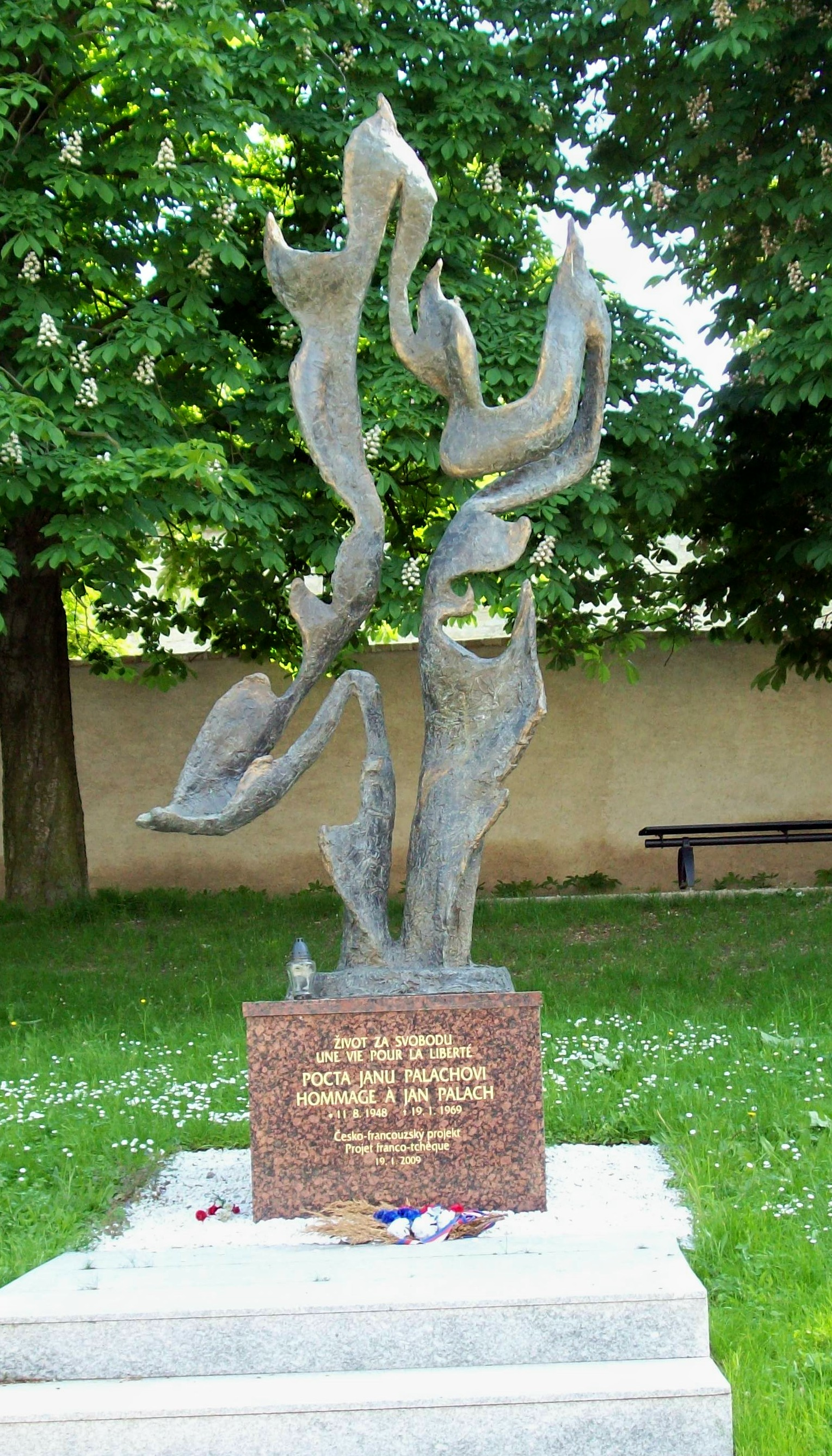
تندیس یان پالاخ اثر آندره بک

نماهنگ «کلاب فوت» گروه کاسابیان به پالاخ پیشکش شده‌است. آهنگ «تشییع یان پالاخ» ساخته فیل کلاین که توسط گروه زیپو اجرا شده بود نیز در بزرگداشت اوست.
هنرمند لهستانی ویکتور ژستالو پس از این که به آمریکا پناهنده شد، در «قطعه‌ای برای آزادی»، یاد یان پالاخ را زنده کرد. در این قطعه ژستالو می‌گوید:
"من یان پالاخ هستم،

یک چک، یک لهستانی، لیتوانیایی، ویتنامی،

افغانی‌ام.

من همان تو ام که مورد خیانت واقع شده‌ای.

پس از آن که هزار بار خود را سوزاندم،

شاید ما برنده شویم. "

در چهلمین سالمرگ پالاخ تندیس او که توسط آندره بک تراشیده شده بود، از فرانسه به جمهوری چک منتقل شد. این تندیس در ملنیک، شهری که پالاخ در آن درس خوانده مستقر شد.
آگنیشکا هولاند فیلمساز لهستانی مجموعه‌ای سه قسمتی به نام بوته سوزان از زندگی یان پالاخ را ساخت. این مجموعه که بازیگران آن از بین هنرمندان سینما و تلویزیون چک انتخاب شده‌اند، در سال ۲۰۱۳ منتشر شد.